# Šeksninská vodní elektrárna
Šeksninská vodní elektrárna (rusky Шекснинская ГЭС  je vodní dílo na řece Šeksna v povodí Volhy. Je součástí Volžsko-kamské kaskády.    

## Všeobecné  informace
Vodní dílo bylo vybudováno v letech 1955 až 1974.
Řeka je zadržena zemní sypanou hrází o maximální výšce 21 m. Budova elektrárny byla vybudována jako společný celek strojovny a přelivového systému s celkovou propustností 2 120 m3/s. Nízký poměr maximální propustnosti a průměrného průtoku je dán schopností systému odvést jarní povodně do povodí Něvy.  
Zdymadlový systém byl vybudován jako jednostupňový a dvoukomorový.
Při spádu 11 m pracovaly při konečné instalaci čtyři horizontální Kaplanovy turbíny o celkovém stanoveném výkonu 84 MW. Kombinace elektrárny s přelivovým systémem a použití horizontálních turbín je spolu se Saratovskou vodní elektrárnou v ruské vodní energetice ojedinělé. 

## Hydrologické poměry
Řeka Šeksna je levostranný přítok Volhy, do které přivádí vodu o průměrném ročním průtoku 175 m3/s. Její dolní tok je součástí Rybinské přehradní nádrže, jejíž hladina obě řeky spojuje v jediné jezero. Rybinská vodní elektrárna, která využívá především vodu Volhy je ve skutečnosti postavena v řečišti řeky Šeksna a v původním korytu Volhy byla vybudována pouze zdymadlová propust. Využitelný spád Šeksny nad hladinou Rybinské přehradní nádrže v kombinaci s průtokem řeky neposkytuje možnost významnějšího energetického využití. Elektrárna na vybudované přehradě je tak jen doprovodným produktem výstavby hráze, jejíž hlavní účel tkví ve vybudování vodní hladiny, spojující povodí Volhy s povodím Něvy. Vodní dílo tak především slouží jako účinný prvek Volžsko-baltské vodní cesty.

## Historie
První přípravné práce na vodním díle byly započaty koncem roku 1940 a byly přerušeny válkou. K obnově prací došlo v roce 1947, ale práce byla prováděna pomalým tempem z důvodů chybějících lidských zdrojů, použitých na výstavbě významnějších vodních děl na Volze. V roce 1953 byla stavba zastavena úplně. Až po dostavbě Žiguljovské a Volžské vodní elektrárny byly přiděleny dostatečné zdroje pracovní síly. Výstavba Šekninské vodní elektrárny byla zahájena v roce 1950 a byla provedena ve dvou fázích, z nichž každá zahrnovala uvedení dvou hydraulických jednotek do provozu. První hydraulický blok byl přijat do dočasného provozu 28. prosince 1965, druhý  30. prosince 1966. Hydraulické jednotky druhé etapy byly uvedeny do provozu v letech 1973-1974.

## Současnost
K roku 2019 je vybavení elektrárny zastaralé a potřebuje úplnou rekonstrukci. V roce 2013 byly vyřazeny hydroenergetické bloky č. 3 a 4 a kapacita zbývajících dvou hydraulických bloků byla omezena na 24 MW. Od roku 2017 je z technických důvodů v provozu pouze jeden hydraulický agregát o výkonu 20 MW.